# Grevesmühlen
Grevesmühlen (IPA gʁeːvəsˈmyːlən) er en by og kommune i det nordøstlige Tyskland, beliggende under Landkreis Nordwestmecklenburg i delstaten Mecklenburg-Vorpommern. Frem til 2011 var byen administrationsby i kreisen. Den ligger 33 km øst for Lübeck, og 29 km nordvest for Schwerin.
Navnet "Grevesmühlen" går tilbage til 1226, og den er én af de ældste byer i Mecklenburg-Vorpommern.
Af kendte mennesker fra byen kan nævnes Rudolph Karstadt, Carsten Jancker, Jens Voigt og Astrid Kumbernuss. Også den nynazistiske musiker Daniel Eggers blev født og døde i byen.
- Wikimedia Commons har flere filer relateret til Grevesmühlen